# DUBV-23
DUBV-23は、フランスのシントラ-アルカテル（現在のタレス・アンダーウォーター・システムズ）社が開発した探信儀（アクティブ・ソナー）。5キロヘルツ級の低周波を使用する。また並行して、軽量版のDUBV-24や可変深度ソナー型のDUBV-43も開発された。

## 概要
開発要求は1963年から1964年にかけて発出された。DUBV-23は1964年から1967年にかけて開発され、またDUBV-43も1969年に就役した。また、1977年には改良型のDUBV-23Dの試験が開始されたほか、1988年には、DUBV-43をもとに700メートルの深々度作戦に対応するとともに、新型の音響信号処理装置（UTCS）を付加するなどしたDUBV-43Cの開発も開始された。
DUBV-23の送振機においては、送受波器を48本のステーブとして配列しており、幅15度のビームを生成することができる。動作モードとしては、下記のようなものがある。
- 全方向送信（ODT）
- ストリップ捜索
- セクター捜索
- 聴音捜索
- 広角攻撃
- 直接攻撃（擬似サーチライト）

直接探知範囲のほか、収束帯（CZ）、海底反跳（ボトム・バウンス、BB）による長距離捜索にも対応するとされている。ただし、確率50％で探知できる距離については、深度61メートルの目標に対しては8,000 yd (7.3 km)、潜望鏡深度の目標に対しては14,000 yd (13 km)とされている。精度としては、測距で150 yd (0.14 km)（±1％）、測角で1度であり、また速力については、0〜10キロヤードのスケールの際には0.4ノット、0〜30キロヤードのスケールの際には1ノットの精度とされている。一方、DUBV-43は、周波数や動作モードはDUBV-23と共通であるが、送振機のステーブは24本に減らされた。また曳航速度は、DUBV-43Cでは4〜24ノットとされている。

### 搭載艦艇
フランス海軍
- 「ラ・ガリソニエール」
- シュルクーフ級対潜改修型 (後日装備)
- シュフラン級駆逐艦
- 駆逐艦「アコニト」
- トゥールヴィル級駆逐艦
- ジョルジュ・レイグ級駆逐艦